# Перица Букић
Перица Букић (Шибеник, 20. фебруар 1966) бивши је југословенски и хрватски ватерполо репрезентативац, троструки учесник олимпијских игара два пута у саставу репрезентације Југославије и једном репрезентације Хрватске. Сва три пута освајао је медаље. По струци био је дипломирани економиста.

## Биографија
Перица Букић, рођен је у Шибенику 1966. где је завршио основну и средњу школу.
У време када је одрастао ватерполо у Шибенику није био популаран као кошарка и Дражен Петровић, па је и Букић, почео са кошарком. Иако је био талентован кошаркаш, у 13—14 години почела су му окоштавати леђа, јер је нагло израстао, па су наступили здравствени проблеми. Морао је напустити кошарку, а препорука лекара било је пливање. Пливање не ватерполо, јер би га неки ударац могао трајно онеспособити. Мађутим њему, који је тада имао 13 година, допао се ватерполо и тако је почео у ВК Соларис из Шибеника.

## Клупска каријера
Са Соларисом је освојио први трофеј када је имао 14 година. Освојили су Куп Југославије у ватерполу 1980. али победу нису могли прославити јер је тог дана умро председник државе Јосип Броз Тито.
Са 17 година постаје звезда у клубу, а са 18 постаје капитен екипе. У клубу остаје до 1987, а затим одлази у Загреб у ХАВК Младост, где игра до 1991. У том периоду осваја титулу првака Европе 1989. и 1990. Медитерански куп 1988. и 1991. првенство Југославије 1989 и 1990. и куп Југославије 1989. године.
У сезони 1991/92. игра за Јадран из Сплита, с којим осваја титулу првака Европе. После те сезоне враћа се у Младост, где остаје до краја каријере 2001. године. Са Младошћу наставља да ниже трофеје па је поново првак Европе и освајач европског Суперкупа 1996. победник Купа победника купова 1999. и освајач ЛЕН купа 2001. Титуле првака Хрватске с Младости осваја 6 пута (1992—1997. и 1999), а купа Хрватске 4 пута (1993, 1994, 1988. и 1999. године).

## Репрезентативна каријера
За ватерполо репрезентацију Југославије играо је од 1983. до 1991, а за репрезентацију Хрватске од 1992. до 1998.
Учествовао је на Олимпијским играма 1984. у Лос Анђелесу, где је освојио златну медаљу, а затим поново злато у Сеулу 1988. Нa Медитеранским играма 1991. у Атини је освојио сребрну медаљу. Посљедњи пут за репрезентацију Југославије је наступао на припремном турниру у Дуизбургу. Букић се заједно са неколико играча повукао из репрезентације Југославије пред почетак Европског првенства у ватерполу 1991. у Атини након почетка отвореног рата у Хрватској. Као репрезентативац Хрватске у Атланти 1996. освојиоје сребрну медаљу. На Играма у Атланти поред тога што је био капитен репрезентације, носио је националну заставу на свечаном отварању.
Остале медаље:
Светско првенство у ватерполу
- златна медаља: Светском првенстви 1986, у Мадриду, 1991. у Перту.
Светски куп у ватерполу
- златна медаља: 1987. у Солуну, 1989. у Берлину
- сребрна медаља: 1991. у Барселони.
Европско првенство у ватерполу
- сребрна медаља: 1985. у Софији,1987. у Страсбуру и 1989. у Бпну.
Игре добре воље
- златна медаља; 1990. Сијетл
Медитеранске игре
- сребрна медаља: 1991. Атина (Југославија), 1993. Лангдок-Русијон (Хрватска)
Универзијада
- сребрна медаља: 1986. Кобе
- бронзана медаља: 1987. Загреб

## Завршетак каријере
После завршетка играчке каријере, Перица Букић, постаје активан спортски радник. Од 2001. до 2008, био је директор Младости, а од 2004 до 2019 председник Ватерполо савеза Хрватске. За време његовог мандата у националном савезу, Хрватска је освојила титуле, светског и европског првака.
Био је члан Вијећа Хрватског олимпијског одбора од 2000. до 2004. а у истом периоду и председник Клуба хрватских олимпијаца. Активан је и у политици. Као члан Хрватске демократске заједнице (ХДЗ) био је у два мандата посланик у Хрватском сабору.
Од 2010. је потпредседник и извршни директор Ватерполо савеза Хрватске. У том периоду ватерполо репрезентација Хрватске је освојила злато на ватерполо турниру на ЛОИ 2012. у Лондону и Светској лиги у ватерполу.

## Награде и признања
Перица Букић је два пута награђен за спорт Фрањо Бучар. Први пут 1991. као појединац, а 1996. као капитен и члан Хрватске ватерполо репрезентације на ЛОИ 1996. из Атланте.
Примљен је у Међународну Кући славних водених спортова у Форт Лодердејлу (Флорида) 13. маја 2008.
Одликован је орденом Реда Данице хрватске а с ликом Фраље Бучара и орденом Редом хрватског плетера.

## Породица
Перица Букић у браку, има двоје деце, сина Луку и кћерку Петру, који су кренули његовим стопама у ХАВК Младост и репрезентацији.